# Distretto 4 (Düsseldorf)
Il distretto 4 è uno dei 10 distretti urbani (Stadtbezirk) della città tedesca di Düsseldorf.

## Suddivisione amministrativa
Il distretto 4 è diviso in 4 quartieri (Stadtteil):
- 041 Oberkassel
- 042 Heerdt
- 043 Lörick
- 044 Niederkassel